# Ліор Каса
Ліор Каса (івр. ליאור קאסה; нар. 27 вересня 2005) — ізраїльський футболіст, півзахисник клубу «Маккабі» (Хайфа).

## Клубна кар'єра
Вихованець клубів «Хапоель» (Катамон) і «Хапоель» (Єрусалим). 7 травня 2023 року дебютував в основному складі «Хапоеля» в матчі Прем'єр-ліги проти «Маккабі» (Нетанья), замінивши Надава Нідама.
23 січня 2024 року підписав контракт з «Маккабі» (Хайфа) на 4,5 роки. Того ж дня дебютував за «Маккабі» в матчі Кубка Тото проти «Маккабі» (Тель-Авів).
25 серпня 2024 року на правах оренди перейшов в італійський «Дженоа» до кінця сезону з опцією викупу. 28 вересня дебютував за нову команду в матчі італійської Серії A проти «Ювентуса», вийшовши на заміну Фабіо Міретті. Всього за час оренди провів 8 поєдинків.
7 серпня 2025 року в матчі кваліфікації Ліги конференцій УЄФА проти польського «Ракува» дебютував у єврокубках.

## Кар'єра в збірній
Виступав за збірні Ізраїлю до 17, до 18, до 19 і до 21 року.

## Статистика виступів
Станом на 14 серпня 2025 
| Клуб               | Сезон             | Чемпіонат         | Чемпіонат | Чемпіонат | Кубок | Кубок | Кубок Тото | Кубок Тото | Єврокубки | Єврокубки | Інші  | Інші | Всього | Всього |
| Клуб               | Сезон             | Дивізіон          | Матчі     | Голи      | Матчі | Голи  | Матчі      | Голи       | Матчі     | Голи      | Матчі | Голи | Матчі  | Голи   |
| ------------------ | ----------------- | ----------------- | --------- | --------- | ----- | ----- | ---------- | ---------- | --------- | --------- | ----- | ---- | ------ | ------ |
| Хапоель (Єрусалим) | 2022–23           | Прем'єр-ліга      | 2         | 0         | 0     | 0     | 1          | 0          | —         | —         | —     | —    | 3      | 0      |
| Хапоель (Єрусалим) | 2023–24           | Прем'єр-ліга      | 11        | 0         | 0     | 0     | 0          | 0          | —         | —         | —     | —    | 11     | 0      |
| Хапоель (Єрусалим) | Всього            | Всього            | 13        | 0         | 0     | 0     | 1          | 0          | 0         | 0         | 0     | 0    | 14     | 0      |
| Маккабі (Хайфа)    | 2023–24           | Прем'єр-ліга      | 7         | 0         | 3     | 0     | 1          | 0          | —         | —         | —     | —    | 11     | 0      |
| Маккабі (Хайфа)    | 2025–26           | Прем'єр-ліга      | 0         | 0         | 0     | 0     | 0          | 0          | 2         | 0         | —     | —    | 2      | 0      |
| Маккабі (Хайфа)    | Всього            | Всього            | 7         | 0         | 3     | 0     | 1          | 0          | 2         | 0         | 0     | 0    | 13     | 0      |
| → Дженоа           | 2024–25           | Серія A           | 8         | 0         | 0     | 0     | —          | —          | —         | —         | —     | —    | 8      | 0      |
| Всього за кар'єру  | Всього за кар'єру | Всього за кар'єру | 28        | 0         | 3     | 0     | 2          | 0          | 2         | 0         | 0     | 0    | 35     | 0      |

1. ↑  Матчі в Лізі конференцій УЄФА